# Christoph von Sigwart
Christoph von Sigwart (Tubinga, 28 marzo 1830 – Tubinga, 4 agosto 1904) è stato un filosofo e logico tedesco.

## Carriera
Era figlio del filosofo Heinrich Christoph Wilhelm Sigwart (31 agosto 1789 - 16 novembre 1844). Dopo un corso di filosofia e teologia, Sigwart diventò professore a Blaubeuren (1859), e infine a Tubinga, nel 1865.
Il primo volume di Logik, fu pubblicato nel 1873 che occupò un posto importante tra i contributi della teoria logica alla fine del XIX secolo. Nella prefazione della prima edizione, Sigwart spiegò che non intende apprezzare le teorie logiche dei suoi predecessori; il suo obiettivo era quello di costruire una propria teoria della logica.
Nel suo libro Logik rappresenta i risultati di un lungo e attento studio sulla logica tedesca e inglese. Nel 1895 fu pubblicata una traduzione inglese di Helen Dendy a Londra. Il capitolo 5 del secondo volume fu particolarmente interessante per i pensatori inglesi, in quanto contiene un approfondito esame delle teorie di induzione di Francis Bacon, John Stuart Mill e David Hume. La sua opera Kleine Schriften contiene preziose critiche su Paracelsus e Giordano Bruno.

## Pubblicazioni
- Ulrich Zwingli, der Charakter seiner Theologie (1855). Google (Oxford) Google (Stanford) Google (UCal)
- Spinoza's neuentdeckter Traktat von Gott, dem Menschen und dessen Glückseligkeit (1866). Google (Harvard) Google (Oxford)
- Beiträge zur Lehre vom hypothetischen Urteile (1871). Google (UMich)
- Logik (1873–1878). 2 volumi. 2nd ed., 1889-1893. 3rd ed., 1904. 4th ed., 1911. 5th ed., 1924.
  - Volume 1, 1873. Die Lehre vom Urtheil, vom Begriff und vom Schluss. 1889. Google (UCal) IA (UToronto) 1904. Google (Harvard)
  - Volume 2, 1878. Die Methodenlehre. IA (UToronto)
- Kleine Schriften (1881). 2 volumi. Google (UCal) 2nd ed., 1889.
- (DE) Christoph von Sigwart, Vorfragen der Ethik, 1886.
- Die Impersonalien, eine logische Untersuchung (1888). Google (UCal) Google (UMich)